# Gunnlaugr ormstunga Illugason
Gunnlaugr ormstunga Illugason  (* um 983; † um 1008 in Norwegen) war ein isländischer Skalde (Ormstunga = Wurmzunge). Er ist die Hauptperson in der von einem unbekannten Verfasser der Gunnlaugr Ormstungas saga aus dem 13. Jahrhundert. Sie enthält viele seiner Gedichte.
Gunnlaugr war der Sohn von Illugi svarti Hallkelsson (Illugi dem Schwarzen) aus einer Gegend am Borgarfjörður in Island und der Ingibjörg Ásbjarnardóttir. In seiner Familie gab es mehrere berühmte Skalden. Die Mutter Illugis war Þuríður Dylla Gunnlaugsdóttir, Tochter des Skalden Gunnlaugr Ormstunga d. Älteren. Illugis Bruder war der Skalde Tindur Hallkjelsson, der in den Diensten von Ladejarl Håkon Sigurdsson in Norwegen stand (siehe Norwegische Geschichte). Den Beinamen „Ormstunga“ erhielt er, weil er berüchtigt war für seine Spottverse.

## Sein Leben nach den Sagas
Die Gunnlaugr Ormstungas saga ist zwar dichterisch frei gestaltet, ihr wird aber ein historischer Kern zugeschrieben.
Mit 12 Jahren wollte er bereits ins Ausland fahren, aber der Vater verweigerte ihm die notwendige Unterstützung. Darauf ging er im Streit vom Vater fort und ging zu Torstein Egilsson, dem Sohn des Skalden Egill Skallagrímsson. Dort lernte er auch Rechtskunde. Dort lernte er dessen Tochter Helga kennen. Der Vater lehnte dies zunächst ab, weil er hoffte, für seine Tochter einen besseren Mann zu finden. Schließlich kam es aber doch zur Verlobung unter der Bedingung, dass er binnen drei Jahren wieder zurück sei. Andernfalls sei Helga wieder frei. Mit der Hilfe Torsteins reiste er nach Nidaros und von da 1004 nach England, von da nach Irland, den Orkneys und Skara in West-Gotland, wo er bei Jarl Sigurd einen Winter blieb. Von dort kam er nach Schweden zu König Olof Skötkonung. Dort traf er auf den Skalden Hrafn Önundarson und geriet mit ihm in Streit über die Frage, wer als erster vor dem König Gedichte vortragen dürfe. Sie trennten sich in Feindschaft. Hrafn warb ebenfalls um Helga und fand dafür Unterstützung in Island. Gunnlaugr versäumte die Dreijahresfrist und kam erst im vierten Jahr wieder nach Island. Helga war inzwischen an Hrafn verheiratet. Auf dem Althing 1006 forderte Gunnlaugr Hrafn zum Zweikampf (Holmgang) heraus, der letzte bezeugte Holmgang in Island. Danach wurde er gesetzlich verboten. Der Zweikampf ging unentschieden aus. Um die Feindschaft zum Ende zu bringen, verabredeten beide, nach Norwegen zu fahren und dort den Zweikampf auszuführen. Dies geschah. Im Frühjahr 1008 trafen sie in Trøndelag aufeinander. Es kam erneut zum Zweikampf. Hrafn wurde getötet, aber Gunnlaugr erlag drei Tage später 25-jährig seinen Verletzungen.

## Der Dichter
Wenn man von unbedeutenden kurzen Texten absieht, ist Gunnlaugr einer von den sechs isländischen Skalden, über die eine eigene Saga berichtet. Die anderen dieser Sagas sind die Egils saga über den Skalden Egill Skallagrímsson, die Kormáks saga über den Skalden Kormák Ögmundarson, die Hallfreðar saga über den Skalden Hallfreðr Óttarson, die Bjarnar saga Hítdœlakappa über Björn Hítdælakappi (obwohl der historisch belegte Skalde hier dessen Gegenspieler Þórðr Kolbeinsson ist) und die Fóstbrœðra saga über den Skalden Þormóðr Kolbrúnarskáld Bessason.
Von ihm sind die Dichtungen Aðalsteinsdrápa, Lausavísur, Sigtryggsdrápa bekannt. Er verfasste 1002 verschiedene Gedichte auf den König Æthelred und den Jarl Sigurd von Orkney, ebenso einige Verse auf Jarl Sigurd auf Gotland, 1003 auf den schwedischen König Olof Skötkonung und ein Gesicht auf Sigtrygg Silkeskjegg in Dublin. Es ist nur sehr wenig von ihm erhalten.
Aus dem Wenigen, das erhalten ist, ist seine Dichterqualität nur schwer abzuschätzen. Er tat sich wohl leicht mit dem Reim, er war aber wohl kaum besonders originell. Er kannte sich in der Theorie der Skaldendichtung aus. Es gibt eine Würdigung des Skalden Rafn aus der Zeit, als sie noch beim König Skötkonung waren: „Das Gedicht hat große Worte, ist aber nicht elegant und ist steif wie Gunnlaugr selbst.“